# Лудата Бедиш
Лудата Бедиш (на турски: Çılgın Bediş) е турски младежки телевизионен сериал, който за първи път се излъчва по телевизията през 1996 г. Първата част излиза в понеделник, 8 юли. От 1996 до 1999 г. Kanal D излъчва сериала. През 2000 г. излъчването се премества към Show TV . Сериалът приключва през 2001 г. В главната роля е Йонджа Евчимик.

## Актьорски състав
Главни герои
- Йонджа Евчимик като Лудата Бедиш
- Дженк Торун като Октай
- Чичек Дилигил като Мюкю
- Селахатин Ташдюен като Necmi Dede
- Сонай Айдън като Бану
- Синан Бенгиер като Орхан (бащата на  Бедиш)
- Селма Сонат като Джанан (майката на Бедиш)
- Айтен Ерман като Г-жа Мефарет
- Гьокхан Мете като Мустафа Коч
- Айтен Унджуоулу като г-жа Назиме
- Зейнеп Каджар като Зейнеп
- Гюлчин Хатъхан като Башак
- Башак Саян като Несрин
- Долунай Сойсерт като Михрадже
- Ръза Сьонмез като Саваш
- Тунджер Севи като Рибарят Пеямш
- Ахмет Йозуорлу като Дуралъ
- Ерджюменг Балакоулу като Бакалинът Ремзи

## Сезони
- Сезон 1: епизоди 1-52 (8 юли 1996 - 28 юли 1997)
- Сезон 2: епизоди 53–62.(23 юли 1997 - 29 декември 1997)
- Сезон 3: епизоди 63–65.(4 септември 1999 - 18 септември 1999)
- Сезон 4: епизоди 66–70. (31 декември 2000 г. - 3 март 2001 г.)

|  | Тази страница частично или изцяло представлява превод на страницата Çılgın Bediş в Уикипедия на английски. Оригиналният текст, както и този превод, са защитени от Лиценза „Криейтив Комънс – Признание – Споделяне на споделеното“, а за съдържание, създадено преди юни 2009 година – от Лиценза за свободна документация на ГНУ. Прегледайте историята на редакциите на оригиналната страница, както и на преводната страница, за да видите списъка на съавторите. ВАЖНО: Този шаблон се отнася единствено до авторските права върху съдържанието на статията. Добавянето му не отменя изискването да се посочват конкретни източници на твърденията, които да бъдат благонадеждни. |